# 大造宫
大造宫，位于中国广东省肇庆市封开县平凤镇平岗村马埌岗，始建于唐代，明代重建。1979年9月22日，列入封开县文物保护单位。
大造宫的历史年代为明代。